# Sanford (Michigan)
Sanford – wieś w Stanach Zjednoczonych, w stanie Michigan, w hrabstwie Midland.